# Ampedus mamajevi
Ampedus mamajevi là một loài bọ cánh cứng trong họ Elateridae. Loài này được Dolin & Ôhira miêu tả khoa học năm 1976.